# Lietava
Lietava este o comună slovacă, aflată în districtul Žilina din regiunea Žilina, pe malul râului Lietavka⁠(d). Localitatea se află la altitudinea de 445 m deasupra n.m., se întinde pe o suprafață de 10,01 km2 și în 2017 număra 1.482 de locuitori.

## Istoric
Localitatea Lietava este atestată documentar din 1318.

## Demografie
| An:                | 1994 | 2004    | 2014   | 2024    |
| ------------------ | ---- | ------- | ------ | ------- |
| Număr de persoane: | 1291 | 1450    | 1454   | 1728    |
| Diferență:         |      | +12,31% | +0,27% | +18,84% |

| An:                | 2023 | 2024   |
| ------------------ | ---- | ------ |
| Număr de persoane: | 1712 | 1728   |
| Diferență:         |      | +0,93% |